# Myrmidon pygmée
Myrmotherula brachyura
Espèce
Statut de conservation UICN

 LC  : Préoccupation mineure
Le Myrmidon pygmée (Myrmotherula brachyura) est une espèce de passereaux de la famille des Thamnophilidae.

## Répartition

Aire de répartition de Myrmotherula brachyura.

Cet oiseau se rencontre en Bolivie, au Brésil, en Colombie, en Équateur, au Guyana, en Guyane, au Pérou, au Suriname et au Venezuela.

## Classification
Le nom valide complet (avec auteur) de ce taxon est Myrmotherula brachyura (Hermann, 1783).
L'espèce a été initialement décrite sous le protonyme Muscic[apae] brachyurae Hermann, 1783.
Ce taxon porte en français le nom vernaculaire ou normalisé suivant : Myrmidon pygmée,.